# Jose Antonio Vargas
 (février 2023).
Jose Antonio Vargas, né le 3 février 1981 à Antipolo, est un journaliste et réalisateur philippin résidant aux États-Unis depuis l'âge de 12 ans. 
Il a obtenu un prix Pulitzer pour sa couverture de la fusillade de l'université Virginia Tech.

## Biographie
En août 1993, à 12 ans, sa famille l'a accompagné à l'aéroport international Ninoy Aquino aux Philippines et lui a présenté son oncle, qu'il ne connaissait pas, pour prendre l'avion.
Sa mère, voulant lui offrir une vie meilleure, l'a envoyé vivre chez ses parents, en Amérique. Il grandit alors dans sa nouvelle maison, avec sa famille  aux abords de San Francisco. Il était compliqué pour lui de différencier l'anglais formel et le dialecte américain. Cependant, il gagne le concours de mots épelés à l'école en mémorisant les mots, qu'il ne prononçait même pas correctement.
À 16 ans, il voulait avoir le permis moto, comme beaucoup d'autres jeunes de son âge. De ce fait il s’est rendu au service de licences pour permis. Cependant, lorsqu'il tend sa carte verte comme preuve de résidence aux États-Unis l'employée de bureau le retourne, l'examine et lui dit en chuchotant qu'elle est fausse et qu'il ne devrait plus revenir ici.
Confus, il retourne alors chez lui en courant et demande à son grand-père si tout cela est vrai et que sa carte verte est bien fausse. Ces grands-parents ont la citoyenneté américaine et travaillent, lui comme garde de sécurité et elle comme serveuse. Ils ont commencé à assumer financièrement José Antonio Vargas lorsqu'il avait 3 ans. Le jeune homme a vu le visage de son grand-père se décomposer en lui disant que sa carte était fausse et qu'il fallait qu'il ne la montre à personne. 
José Antonio Vargas décide alors que personne ne doit jamais douter qu'il est américain et se convainc que s'il travaille assez dur et s'il le mérite, il sera récompensé par le statut de citoyen américain. 
Il a donc travaillé durant 14 ans, a été diplômé du « high school » et du « college » et construit une carrière de journaliste où il a interviewé de nombreuses grandes célébrités, il vit alors le rêve américain (Américain Dream) en apparences.
Cependant, il est toujours un immigrant sans papier : il vit différentes sortes de réalité, dans la peur d'être découvert. Il doit rarement faire confiance aux gens qui l'entourent, même les plus proches de lui ; il est obligé de garder les photos de sa famille dans une boîte à chaussures et ne pas les exposer sur les étagères, afin que ses amis ne posent pas de questions sur eux ; chaque personne connaissant son histoire prend de gros risques pour lui et il se sent responsable.